# Aian
Aian (en rus: Аян) és un poble del krai de Khabàrovsk, a Rússia, que el 2012 tenia 920 habitants. Pertany al districte rural d'Aiano-Maiski.